# Діомед, якого розривають власні коні (картина)
Діомед, якого розривають власні коні (фр. Diomède dévoré par ses chevaux) — картина Гюстава Моро, французького художника-символіста, відомого своїми еротичними картинами на міфологічні та релігійні сюжети. Була створена в 1865 році. За основу взятий давньогрецький сюжет про восьмий подвиг Геракла, де він мав здобути людоїдних коней царя Діомеда. Картина під інвентарним номером 931.16.1 знаходиться в руанському музеї образотворчого мистецтва в Руані.

## Історія
Картина була створена французьким художником, відомим романтистом та майстром еротичного жанру в мистецтві — Гюставом Моро. Картину «Діомед, якого розривають власні коні» він написав слідуючи традиції зображати сюжети давньогрецьких міфів від своїх кумирів та майстрів епохи Відродження — Мікеланджело Буанаротті та Леонардо. Слід зазначити, що власну картину Моро не вважав досконалою та улюбленою. Зберігся його лист до куратора руанського музею образотворчого мистецтва, в якому він вибачається, що не може надати більш визначні свої роботи, а вимушений надіслати саме цю. Дослідники відмічають, що коні були зображені в стилі схожому з Леонардо да Вінчі, а декор походить безпосередньо з малюнків Джованні Баттіста Піранезі.

### Опис
З декількома добровольцями Геракл відплив до Фракії, відвідавши по дорозі свого друга царя Фер — Адмета. Прибувши до Тіріди він здолав конюхів Діомеда, забрав коней на корабель, прив'язав їх і залишив під охороною свого коханця Абдера, а потім повернувся на берег для битви з охоронцями Діомеда. Бувши у меншості Геракл вдався до хитрощів: прорив канал, по якому вода з моря пішла по низинах місцевості й спрямувалася на противника. Коли останні почали рятуватися втечею, Геракл напав на них, здолав Діомеда та протягнув його тіло по берегу новоутвореного озера, а потім кинув його власним коням, які взялися рвати ще живу плоть господаря. Лише після цього вони повністю наситилися, оскільки перед цим зжерли Абдера, що необережно наблизився до них.
Гюстав Моро зображує кульмінаційну сцену, коли Геракл пускає озвірілих коней на їхнього господаря. Моро використовує сильні контрасти, щоб посилити драматизм моменту, коли блискучі білі коні з божевільними чорними очима відривають плащ від блідого тіла Діомеда. Протягом своєї кар'єри Моро повертався до міфів про напівбога Геракла та його подвиги, часто подаючи сюжет в неординарному повороті.